# Эпистроф
Эпистроф (др.-греч. Ἐπίστροφος) — персонаж древнегреческой мифологии. Сын Ифита и Ипполиты. Жених Елены. Привёл под Трою 10 кораблей. Вернулся невредимым из-под Илиона и умер дома. Могила в Антикире (Фокида).